# قائمة كليات الصيدلة في مصر

## كليات حكومية..جامعه المنوفيه تم اعتمادها رسميا
- كلية الصيدلة (جامعة الإسكندرية)
- كلية الصيدلة (جامعة عين شمس)
- كلية الصيدلة (جامعة القاهرة)
- كلية الصيدلة (جامعة حلوان)
- كلية الصيدلة جامعة الأزهر بالقاهرة
- كلية الصيدلة (جامعة أسيوط)
- كلية الصيدلة (جامعة الأزهر فرع أسيوط للبنات)
- كلية الصيدلة (جامعة السادات)
- كلية الصيدلة (جامعة طنطا)
- كلية الصيدلة (جامعة المنصورة)
- كلية الصيدلة (جامعة الزقازيق)
- كلية الصيدلة (جامعة قناة السويس)
- كلية الصيدلة (جامعة بني سويف)
- كلية الصيدلة (جامعة الازهر فرع اسيوط للبنين)
- كلية الصيدلة (جامعة الفيوم)
- كلية الصيدلة (جامعة المنوفية)
- كلية الصيدلة (جامعة سوهاج)
- كلية الصيدلة (جامعة دمنهور)
- كلية الصيدلة (جامعة جنوب الوادي)
- كلية الصيدلة (جامعة المنيا)
- كلية الصيدلة (جامعة بورسعيد)
- كلية الصيدلة والتصنيع الدوائي (جامعة كفر الشيخ)
- كلية الصيدلة (جامعة الوادي الجديد)

## كليات خاصة
- كلية الصيدلة (جامعة الدلتا)
- كلية الصيدلة (جامعة السلام)
- كلية الصيدلة (الجامعة المصرية الروسية)
- كلية الصيدلة (جامعة سيناء)
- كلية الصيدلة (جامعة المستقبل)
- كلية الصيدلة (جامعة الأهرام الكندية)
- كلية الصيدلة (الجامعة البريطانية)
- كلية الصيدلة (جامعة 6 أكتوبر)
- كلية الصيدلة (جامعة فاروس)
- كلية الصيدلة (جامعة النهضة)
- كلية الصيدلة (الجامعة الألمانية)
- كلية الصيدلة (جامعة مصر الدولية)
- كلية الصيدلة (جامعة أكتوبر للعلوم الحديثة والآداب)
- كلية الصيدلة (الجامعة الحديثة للتكنولوجيا والمعلومات)
- كلية الصيدلة (جامعة سفنكس)
- كلية الصيدلة (جامعة هليوبوليس)
- كلية الصيدلة (جامعة نيو جيزة)
- كلية الصيدلة (جامعة حورس)
- كلية الصيدلة (جامعة بدر)
- كلية الصيدلة وتكنولوجيا الدواء (الجامعة المصرية الصينية)
- كلية صيدلة جامعة وادى النيل
- كليه صيدلة جامعة كازان
- كليه صيدلة طنطا الأهلية
- كلية صيدلة جامعة عين شمس الأهلية
- كليه صيدلة جامعة المنوفيه الأهلية
- كليه صيدلة جامعة كفر الشيخ الأهلية
- كلية الصيدلة جامعة دراية
- كلية الصيدلة جامعة الجلالة
- كلية الصيدلة جامعة الملك سلمان
- كلية الصيدلة جامعة المنصورة الأهلية
- كلية الصيدلة جامعة العلمين الأهلية
- كلية الصيدلة جامعة ميريت
- كلية الصيدلة جامعة الصالحية